# Dawuhan Mangli
Dawuhan Mangli is een bestuurslaag in het regentschap Jember van de provincie Oost-Java, Indonesië. Dawuhan Mangli telt 3516 inwoners (volkstelling 2010).